# Biegi narciarskie na Zimowych Igrzyskach Olimpijskich 1960 – sztafeta kobiet
Bieg sztafetowy kobiet podczas Zimowych Igrzysk Olimpijskich 1960 w Squaw Valley został rozegrany 26 lutego. Wzięło w nim udział 15 zawodniczek z pięciu krajów. Mistrzostwo olimpijskie w tej konkurencji wywalczyła reprezentacja Szwecji w składzie: Irma Johansson, Britt Strandberg i Sonja Ruthström.

## Wyniki
| Pozycja | Kraj                                                                    | Czas                          | Strata  |
| ------- | ----------------------------------------------------------------------- | ----------------------------- | ------- |
|         | Szwecja · Irma Johansson · Britt Strandberg · Sonja Ruthström           | 1:04:21,4 21:31 21:45 21:05,4 | -       |
|         | ZSRR · Radja Jeroszyna · Marija Gusakowa · Lubow Baranowa               | 1:05:02,6 22:57 21:18 20:47,6 | +41,2   |
|         | Finlandia · Siiri Rantanen · Eeva Ruoppa · Toini Pöysti                 | 1:06:27,5 22:57 21:51 21:39,5 | +2:06,1 |
| 4.      | Polska · Stefania Biegun · Helena Gąsienica Daniel · Józefa Czerniawska | 1:07:24,6 22:10 23:05 22:09,6 | +3:03,2 |
| 5.      | Niemcy · Ritz Czech-Blasl · Renate Borges · Sonnhilde Kallus            | 1:09:25,7 22:59 22:48 23:38,7 | +5.04,3 |